# Gerda Wegener
Gerda Wegener (Hammelev, 15 de março de 1889 — Frederiksberg, 28 de julho de 1940) foi uma pintora, desenhista e ilustradora dinamarquesa.

## Biografia
Nasceu no seio de uma família francesa emigrada na Dinamarca desde o século XVII, foi aluna da Royal Danish Academy of Fine Arts em Copenhagen, e esposa de Lili Elbe. Este casamento foi anulado em outubro de 1930 pelo rei da Dinamarca após a redesignação de gênero de Lili. Em 1931, Gerda Wegener casou-se com um militar italiano, Major Fernando Porta, de quem se divorciaria em 1936.
Viajou para a Itália, Inglaterra e França, onde se estabeleceu em Paris em 1912. Obteve bastante sucesso tanto na pintura como em ilustrações para a Vogue, La Vie Parisienne, Fantasio e muitos mais revistas. Expôs no Salão de Outono, Salão dos Independentes e dos Humoristas.
Nota: informações obtidas da wikipédia inglesa.

## Ilustrações
- Le Livre des Vikings de Charles Guyot (1920 ou 1924)
- Une Aventure d'Amour à Venise. Casanova de Seingalt. Georges Briffaut. Coleção Le Livre du Bibliophile. Paris. 1927.
- Les Contes de La Fontaine (1928-1929).
- Contes de mon Père le Jars & Sur Talons rouges de Eric Allatini (1929)
- Fortunio de Théophile Gautier (1934)